# Rakhyah (huyện)
Huyện Rakhyah là một huyện thuộc tỉnh Hadramawt, Yemen. Đến thời điểm năm 2003, huyện này có dân số 8715 người